# Orsóférgek
Az orsóférgek (Ascarididae) a fonálférgek (Nematoda) egyik családja. A család valamennyi faja élősködő.

## Származásuk, elterjedésük
Az összes szárazföldön megtalálhatók, még az Antarktiszon is.

## Életmódjuk, élőhelyük
Kifejlett példányaik madarak, emlősök, hüllők vékonybelében élő bélférgek. Rendkívül ellenállók lévén egyesek a gyomorba is bejutnak. A kisebbek a májba stb. is betévedhetnek. Az ürülékkel a szabadba jutó peték is rendkívül ellenállóak. Vízben vagy nedves talajon a peteburkon belül maradva kis, összetekeredett embriókká fejlődnek. Kicsinységük miatt változatos módokon (széllel, vízáramban stb.) terjedhetnek. A zöldségekre a leggyakrabban a trágyalével kerülnek.Brehm Alfréd: Az állatok világa I–IV. Bibliotheca Kiadó, Budapest, 1957.
Emlősökben élősködnek az Ascaris, madarakban az Ascaridia nembe tartozó fajaik.
Az Ascaris suum a sertés, az Ascarasis lumbricoides az ember orsóférge. A két faj felépítése, életmódja és fejlődési ciklusa igen hasonló. Az ember orsóférge a legnagyobb arányban gyerekekben fordul elő. A fertőzés általában nem jár jelentős klinikai tünetekkel, és így gyakran észrevétlen marad, de rontja a táplálék hasznosítását. Éhínség idején az orsóféreggel fertőzött gyerekek nagyobb arányban halnak éhen. Az emberiség jelentős hányada ma is fertőzött. A fertőzöttek számát világszerte 1,6 milliárdra becsülik, és évi több tízezer halálesetet közvetlenül orsóféreg-fertőzés okoz. A Kárpát-medencében mindkét faj gyakori. Más gazdafajokból sok más, hasonló életmódú faj ismert.
Lovakban él a Parascaris equorum, a házi tyúkot fertőzi az Ascaridia galli.
Az Ophidascaris robertsi általában pitonfélékben telepszik meg. Abszolút unikumként 2023-ban találtak egy 8 cm-es példányt egy ausztrál nő agyában.

### Fejlődési ciklusuk
Életciklusuk meglehetősen bonyolult.
Párzás után a megtermékenyített peték a gazdaszervezet ürülékével a külvilágba jutnak, és ott hosszasan fejlődnek. E fejlődési szakasz után az embrionálódott peték szájon át, a táplálékkal juthatnak be az újabb gazdaszervezet testébe. Ha a peték túlélték a gyomor savas közegét és a vékonybélbe jutottak, akkor a lárvák kikelnek. A frissen kelt lárvák azonban nem a bélben élnek, hanem meglehetősen hosszú és bonyolult vándorlásba kezdenek a gazda testében. A vándorút végén újra a bélcsatornába jutnak, és egyedfejlődésük lezárul. Váltivarúak, mindig ivarosan szaporodnak.

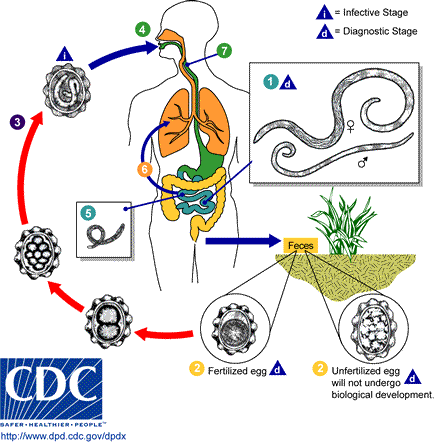
Az orsóféreg (Ascaris lumbricoides) életciklusa: A 15-30 cm-es kifejlett állatok (1) a vékonybélben élnek. A nőstények mintegy 200 000 parányi, mikroszkopikus méretű petét (2) termelnek naponta, melyek a széklettel ürülnek ki. A petének páradús, meleg mikroklímára van szüksége ahhoz, hogy kb. egy hónapnyi érési időszak (3) után fertőzőképes petévé érjen. Eközben a zigóta embrionálódik; a peteburkon belül fejlődő lárva kétszer vedlik, vagyis harmadik stádiumú lárvává fejlődik. A fertőzőképes peték a szennyezett táplálékkal, szájon át jutnak az új gazdaegyedbe (4). A petéből kikelő lárvák (5) a bélfalon áthatolva a májon, a jobb szívfélen, a tüdőn (6) majd a garaton keresztül sajátos vándorutat tesznek meg, míg végül felköhögve és újra lenyelve (7) ismét a bélcsatornába jutnak, ahol egyedfejlődésük lezárul (1).

## Megjelenésük, felépítésük
A hímek kisebbek, mint a nőstények.